# 't Fornuis
' t Fornuis là một nhà hàng ở Reynderstraat, Antwerp, Bỉ. Đây là một nhà hàng chất lượng đã được trao tặng một sao Michelin từ năm 1986 đến nay. Gault Millau đánh giá nhà hàng 17 trên 20 điểm.
Phong cách bếp là cổ điển của Pháp và cổ điển của Bỉ.
Bếp trưởng được tin tưởng khi làm việc với các sản phẩm tươi sống. Điều đó có nghĩa là không có thực đơn truyền thống, mà là một bảng đen với các món đặc biệt của ngày hôm đó. Những điều đặc biệt này phụ thuộc vào việc giao hàng hàng ngày và theo mùa.
Chủ sở hữu và bếp trưởng của 't Fornuis là Johan Segers.